# 吴博威
吴博威（1943年1月—），男，汉族，河北宁河（今属天津）人，中华人民共和国生理学家，山西医科大学原副校长、教授，曾任九三学社中央委员会常务委员，山西省政协副主席，第十届全国政协委员。